# Réserve naturelle régionale du coteau et plateau de Tessé
La réserve naturelle régionale du coteau et plateau de Tessé (RNR214) est une réserve naturelle régionale située en Pays de la Loire. Classée en 2009, elle occupe une surface de 5,57 hectares et protège un ensemble de pelouses calcaires.

## Localisation

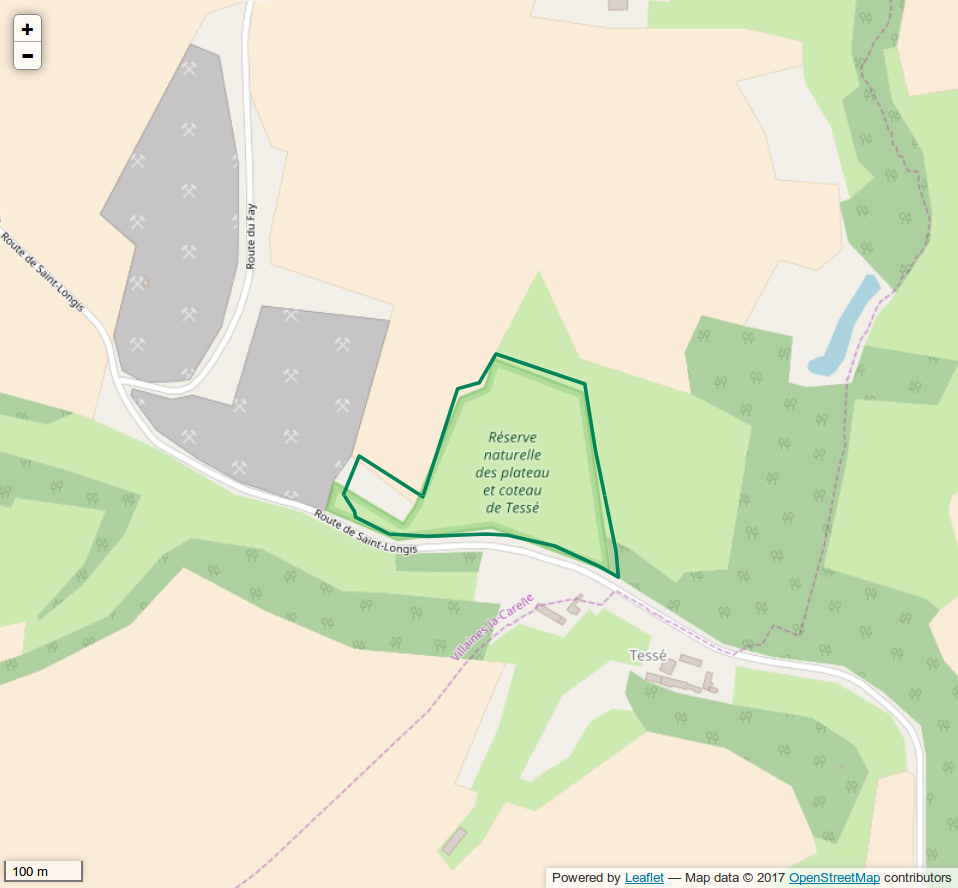
Périmètre de la réserve naturelle.

Le territoire de la réserve naturelle est dans le département de la Sarthe, sur la commune de Villaines-la-Carelle en bordure de la vallée du Rutin. Il est constitué d'une parcelle unique à une altitude d'environ 140 m.

## Écologie (biodiversité, intérêt écopaysager…)
L'intérêt du site est lié à la présence de la roche calcaire qui affleure sur le versant. Elle limite la possibilité de mise en culture mais permet le développement d'une activité pastorale.

### Géologie
Le calcaire oolithique date du Bajocien supérieur (environ 170 millions d'années). Il a été exploité dans une carrière proche.

### Flore
La flore compte plus de 200 espèces végétales dont 3 sont protégées régionalement (Globulaire commune, Pulsatille vulgaire, Petit pigamon) et 24 sont inscrites sur la liste rouge régionale. On y trouve le Bois de Sainte-Lucie, le Genévrier commun, la Céraiste des champs, le Polygale du calcaire…

### Faune
La faune recensée compte 92 espèces, essentiellement des insectes. Parmi ceux-ci, les orthoptères comptent le Gomphocère roux et le Criquet de la palène. On trouve 39 espèces de papillons dont la Zygène transalpine, l'Azuré des cytises, l'Argus bleu-nacré, l'Argus bleu céleste, la Virgule et la Mélitée des scabieuses.

## Intérêt touristique et pédagogique
L'accès public au site est libre dans le respect de la réglementation.

## Administration, plan de gestion, règlement
La réserve naturelle est gérée par le Conservatoire d'espaces naturels de la Sarthe.

### Outils et statut juridique
La réserve naturelle a été classée par une délibération du Conseil régional du 14 décembre 2009. Ce classement est valable pour une durée de 6 ans. 